# Arcuphantes longissimus
Arcuphantes longissimus là một loài nhện trong họ Linyphiidae.
Loài này thuộc chi Arcuphantes. Arcuphantes longissimus được Kendo Saito miêu tả năm 1992.